# 22613 Callander
22613 Callander (tên chỉ định: 1998 KP4) là một tiểu hành tinh vành đai chính. Nó được khám phá thông qua Chương trình nghiên cứu đối tượng gần Trái Đất của đài thiên văn Lowell ở Anderson Mesa Station ở Coconino County, Arizona, ngày 22 tháng 5 năm 1998. Nó được đặt theo tên Thomas Callander Price Zimmermann, một giáo sư of Renaissance history ở Reed College in Oregon và Davidson College in North Carolina.